# Franz von Suppe
Francesco Ezechiele Ermenegildo Cavaliere Suppe-Demelli, krajše: Franz von Suppé, avstrijski skladatelj, * 18. april 1819, Split, † 21. maj 1895, Dunaj.
Suppejevi predniki prihajajo iz Belgije. Njegov ded se je preselil v Cremono (Italija) in priredil svoj priimek italijanskemu jeziku. Ko je bil skladatelj star pet mesecev se je družina preselila v Zadar. Že s sedmimi leti je redno pel v stolnem zboru in obiskoval vaje vojaške godbe. Kmalu sta Giovanni Cigalla, stolni kapelnik in Giuseppe Ferrari, vojaški kapelnik, postala pozorna na fantovo izjemno glasbeno nadarjenost. Sprva proti očetovi volji, kasneje pa vendar z njegovim pristankom, sta ga poučevala. Prvi harmonijo in kontrapunkt, drugi pa flavto in instrumentacijo. Leta 1835 je oče poslal dečka študirat pravo v Padovo, vendar se je mladenič tamkaj bolj zanimal za sodobne italijanske opere in njihove avtorje, kot pa za suhoparne paragrafe. Po nepričakovani očetovi smrti leta 1835 se je skladatelj vrnil v Zadar in se kasneje z družino preselil na Dunaj. Tu naj bi po želji materinega očeta študiral medicino. Tej zahtevi se je uprl ter na lastno pest začel s študijem glasbe na konzervatoriju pri Ignazu Seyfriedu. Leta 1840 je nastopil službo pri gledališkem podjetniku Josefu Pokornem, ki je bil lastnik več gledališč na Dunaju in v Pragi. V gledališču Theater an der Wien je ostal do leta 1862. Poleg dirigiranja opernih predstav je bila njegova naloga tudi komponiranje spevoiger, scenskih glasb, uvertur in manjših glasbenih točk. Leta 1860 je, potem ko je spoznal Offenbachove operete, skomponiral prvo nemško opereto Das Pensionat. Doživela je izjemen uspeh in sledile so ji številne druge, najznamenitejše so bile Lepa Galateja, Boccaccio in Fatinitza. V zadnjih letih svojega življenja (po letu 1882) se je posvečal cerkveni glasbi. Umrl je 1895 za rakom.

## Pomembnejša dela
- Dichter und Bauer, 1848 (zelo popularna uvertura, 1855)
- Rekvijem
- Die Kartensclägerin, Prerokovalka iz kart, opereta 26. april 1862 Kai-Theater Wien
  - delo je revidirano kot Pikova dama (22. junij 1884, Graz)
- Zehn Mädchen und kein Mann, 10 deklet in mali mož (25. oktober 1862, Kai-Theater Wien)
- Fiotte Burschen, opereta (18. april 1863, Kai-Theater Wien)
- Die schöne Galathee, Lepa Galateja, opereta (9. september 1865, Carl-Theater Wien)
- Leichte Kavallerie, Lahka konjenica, opereta (21. marec 1866, Carl-Theater Wien)
- Banditenstreichte (27. april 1867, Carl-Theater Wien)
- Fatinitza, opereta (5. januar 1876, Carl-Theater Wien)
- Bellmann (26. februar 1887 Theater an der Wien Wien)
- Die Jagd nach dem Glück, Lov na srečo, opereta (27. oktober 1888, Carl-Theater Wien)
- Missa Dalmatica, Dalmatinska maša
- Das Pensionat, opereta, 24. november 1860 Theater an der Wien Wien
- Die Frau Meisterin, opereta (20. januar 1868, Carl-Theater Wien)
- Boccaccio (1. februar 1879, Carl-Theater Wien)
- Donna Juanita, opereta (21. februar 1880, Carl-Theater Wien)
- Der Gascogner, opereta (22. marec 1881 Carl-Theater Wien)
- Koračnica Oh Du mein Österreich (Ah ti, moja Avstrija)